# Cry Pretty
Cry Pretty (англ. Красиво плакати) — шостий студійний альбом американської кантрі-співачки Керрі Андервуд. У США платівка вийшла 14 вересня 2018. 11 квітня 2018 вийшов перший сингл від альбому — однойменна пісня «Cry Pretty». Співпродюсером альбому є Керрі Андервуд, котра поєдналася у кооперації із музичним продюсером Девідом Гарсією; це перший альбом, спродюсований співачкою.

## Створення альбому
18 квітня 2018 Андервуд сказала про альбом: "На цей момент у моїй кар'єрі, я відчуваю себе сильнішою та творчою, ніж будь-коли досі. Гадаю, ви зможете почути це в цьому новому альбомі. Він емоційний, він душевний, він реалістичний, і ми також отримаємо певну порцію веселощів. Я сподіваюсь, всі полюблять його так само, як я любила процес створювання цієї платівки." Пісняр та продюсер Девід Гарсія був обраний як співпродюсер альбому разом із Андервуд. Платівка «Cry Pretty» стала першою роботою Андервуд у якості музичного продюсера.

## Кампанія просування
15 квітня 2018 Андервуд вперше виконала пісню «Cry Pretty» на сцені 53-ї церемонії нагородження Academy of Country Music Awards; пісня та виконання було позитивно сприйняті музичними критиками.

### Сингли
Перший сингл платівки — «Cry Pretty», вийшов 11 квітня 2018. Він дебютував на 20 місце американського музичного чарту Billboard Country Airplay, а також став найпопулярнішою піснею по кантрі-радіо країни на першиму тижні випуску. Пісня дебютувала на 1 місце чарту Digital Songs, що стало першим прецедентом в кар'єрі Андервуд, та на 48 місце чарту Billboard Hot 100.

## Список пісень
Трек-лист взято із Rolling Stone та iTunes Store.
| Cry Pretty – Стандартне видання | Cry Pretty – Стандартне видання              | Cry Pretty – Стандартне видання                     | Cry Pretty – Стандартне видання | Cry Pretty – Стандартне видання |
| #                               | Назва                                        | Автор                                               | Продюсер(и)                     | Тривалість                      |
| ------------------------------- | -------------------------------------------- | --------------------------------------------------- | ------------------------------- | ------------------------------- |
| 1.                              | «Cry Pretty»                                 | Керрі Андервуд Гілларі Ліндсі Lori McKenna Ліз Роуз | Андервуд David Garcia           | 4:07                            |
| 2.                              | «Ghosts on the Stereo»                       | Ліндсі Tom Douglas Andrew Dorff                     |                                 | 4:13                            |
| 3.                              | «Low»                                        | Андервуд Garcia Ліндсі                              |                                 | 3:31                            |
| 4.                              | «Backsliding»                                | Андервуд Garcia Ліндсі                              |                                 | 4:37                            |
| 5.                              | «Southbound»                                 | Андервуд Garcia Josh Miller                         |                                 | 3:22                            |
| 6.                              | «That Song That We Used to Make Love To»     | Ліндсі Jason Evigan                                 |                                 | 3:35                            |
| 7.                              | «Drinking Alone»                             | Андервуд Garcia Brett James                         |                                 | 4:18                            |
| 8.                              | «The Bullet»                                 | Marc Beeson Andy Albert Allen Shamblin              |                                 | 4:10                            |
| 9.                              | «Spinning Bottles»                           | Андервуд Garcia Ліндсі                              |                                 | 3:16                            |
| 10.                             | «Love Wins»                                  | Андервуд Garcia James                               |                                 | 3:48                            |
| 11.                             | «End Up with You»                            | Ліндсі Brett McLaughlin Will Weatherly              |                                 | 3:13                            |
| 12.                             | «Kingdom»                                    | Андервуд Chris DeStefano Dave Barnes                |                                 | 4:34                            |
| 13.                             | «The Champion» (із Ludacris) (бонусний трек) | Андервуд Крістофер Бріджес DeStefano James          | Jim Jonsin                      | 3:42                            |
| 50:26                           |                                              |                                                     |                                 |                                 |

## Чарти
| Чарт (2018)                          | Пікова позиція |
| ------------------------------------ | -------------- |
| Australian ARIA Albums Chart         | 4              |
| Australian ARIA Country Albums Chart | 1              |
| Belgian Albums Chart (Фландрія)      | 56             |
| Belgian Albums Chart (Валлонія)      | 111            |
| Canadian Albums Chart                | 1              |
| Dutch Albums Chart                   | 46             |
| Irish Albums Chart                   | 40             |
| New Zealand Albums Chart             | 32             |
| Scottish Albums Chart                | 12             |
| Swiss Albums Chart                   | 36             |
| UK Albums Chart                      | 16             |
| UK Country Artist Albums Chart       | 1              |
| US Billboard 200                     | 1              |
| US Billboard Top Country Albums      | 1              |

## Сертифікація
| Регіонал              | Сертифікація (таблиця продажів та сертифікатів) |
| --------------------- | ----------------------------------------------- |
| Канада (Music Canada) | Платина                                         |
| США (RIAA)            | Платина                                         |